# Ernassa gabriellae
Ernassa gabriellae là một loài bướm đêm thuộc phân họ Arctiinae, họ Erebidae.